# Échenoz-la-Méline
Pour les articles homonymes, voir Échenoz et Méline.
Échenoz-la-Méline (prononcé /eʃəno/, voire /eʃno/) est une commune française située dans le département de la Haute-Saône, la région culturelle et historique de Franche-Comté et la région administrative Bourgogne-Franche-Comté. Ses habitants sont appelés les Mélinois.
La ville fait partie de la communauté d'agglomération de Vesoul, de l'unité urbaine de Vesoul et de l'aire urbaine de Vesoul.
La commune est située entre deux hautes collines, dans la vallée de la Méline. Échenoz-la-Méline abrite plusieurs sites naturels dont notamment deux grottes protégées.

## Géographie

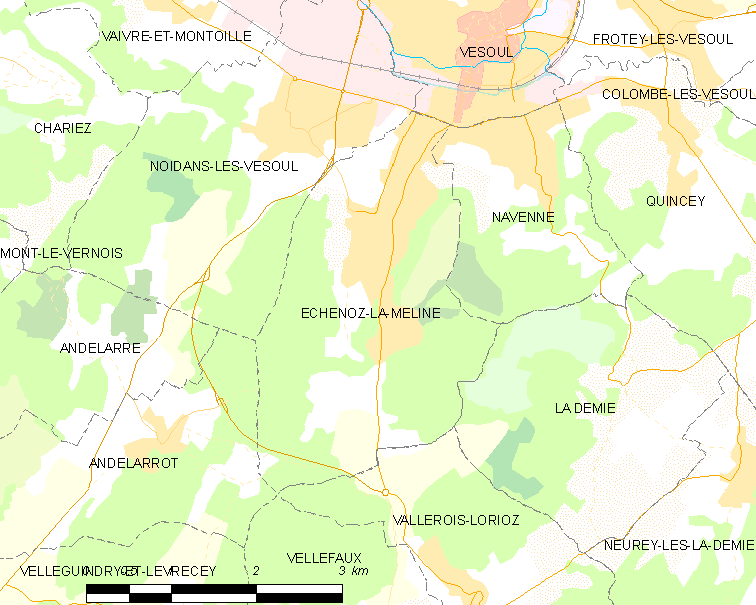

### Localisation
Échenoz-la-Méline est située au centre de la Haute-Saône, en banlieue sud de Vesoul, sur la route de Besançon. C'est la commune périphérique de Vesoul la plus peuplée (3 294 habitants en 2023). C'est aussi la 8e ville la plus peuplée du département passant juste devant Saint-Loup-sur-Semouse.

### Géologie et relief
Le territoire de la commune est constitué de deux collines (culminant à 447 m) (plateau de Cita situé à l'est de la commune) séparées par la vallée de la Méline (ou ruisseau de la Fontaine au Diable), petite rivière qui prend sa source à Solborde (extrémité sud d'Échenoz-la-Méline) avant de se jeter dans la Colombine puis le Durgeon. La majeure partie des habitations sont situées dans cette vallée.
Le territoire communal repose sur le gisement de schiste bitumineux de Haute-Saône daté du Toarcien.

### Transports
La commune est desservie par la ligne régulière  6 , le service Direct  D2 , et par des services de transport à la demande (Moova la demande, Moova access et Moova flexo) du réseau de transports en commun Moova de la communauté d'agglomération de Vesoul.

### Climat
Pour des articles plus généraux, voir Climat de la Bourgogne-Franche-Comté et Climat de la Haute-Saône.
En 2010, le climat de la commune est de type climat de montagne, selon une étude du Centre national de la recherche scientifique s'appuyant sur une série de données couvrant la période 1971-2000. En 2020, Météo-France publie une typologie des climats de la France métropolitaine dans laquelle la commune est exposée à un climat semi-continental et est dans la région climatique  Lorraine, plateau de Langres, Morvan, caractérisée par un hiver rude (1,5 °C), des vents modérés et des brouillards fréquents en automne et hiver. 
Pour la période 1971-2000, la température annuelle moyenne est de 10,2 °C, avec une amplitude thermique annuelle de 16,9 °C. Le cumul annuel moyen de précipitations est de 1 132 mm, avec 13,3 jours de précipitations en janvier et 9,8 jours en juillet. Pour la période 1991-2020, la température moyenne annuelle observée sur la station météorologique de Météo-France la plus proche, « Vesoul Ville », sur la commune de Vesoul à 3 km à vol d'oiseau, est de 11,5 °C et le cumul annuel moyen de précipitations est de 1 007,7 mm. 
La température maximale relevée sur cette station est de 40,5 °C, atteinte le 25 juillet 2019 ; la température minimale est de −22,2 °C, atteinte le 16 janvier 1966,,. 
| Mois                                  | jan.             | fév.             | mars             | avril         | mai             | juin           | jui.           | août           | sep.            | oct.            | nov.           | déc.           | année      |
| ------------------------------------- | ---------------- | ---------------- | ---------------- | ------------- | --------------- | -------------- | -------------- | -------------- | --------------- | --------------- | -------------- | -------------- | ---------- |
| Température minimale moyenne (°C)     | −0,4             | −0,5             | 1,8              | 4,4           | 8,5             | 12,1           | 14             | 13,7           | 9,9             | 7               | 3              | 0,3            | 6,2        |
| Température moyenne (°C)              | 2,9              | 3,9              | 7,5              | 10,8          | 14,9            | 18,6           | 20,6           | 20,3           | 16,1            | 12              | 6,8            | 3,6            | 11,5       |
| Température maximale moyenne (°C)     | 6,3              | 8,3              | 13,1             | 17,3          | 21,2            | 25             | 27,2           | 26,9           | 22,2            | 16,9            | 10,6           | 6,8            | 16,8       |
| Record de froid (°C) date du record   | −22,2 16.01.1966 | −18,5 26.02.1986 | −15,5 06.03.1971 | −7 08.04.03   | −2,9 01.05.1962 | 0,5 03.06.1962 | 2,8 01.07.1960 | 2,5 30.08.1998 | −1,2 26.09.1972 | −6 29.10.12     | −10,5 30.11.10 | −18,5 20.12.09 | −22,2 1966 |
| Record de chaleur (°C) date du record | 18,9 01.01.23    | 23 27.02.19      | 26,5 30.03.1989  | 29,5 21.04.18 | 33,5 29.05.05   | 38,5 26.06.19  | 40,5 25.07.19  | 40,5 12.08.03  | 34,5 09.09.1898 | 29,5 03.10.1985 | 25 02.11.1899  | 20 16.12.1989  | 40,5 2019  |
| Précipitations (mm)                   | 80,9             | 71,9             | 69,7             | 68,5          | 98,1            | 85             | 83,9           | 80,1           | 80,6            | 94,7            | 96,8           | 97,5           | 1 007,7    |

| Diagramme climatique                                  |             |             |             |             |          |            |              |             |           |           |            |
| J                                                     | F           | M           | A           | M           | J        | J          | A            | S           | O         | N         | D          |
| 6,3−0,480,9                                           | 8,3−0,571,9 | 13,11,869,7 | 17,34,468,5 | 21,28,598,1 | 2512,185 | 27,21483,9 | 26,913,780,1 | 22,29,980,6 | 16,9794,7 | 10,6396,8 | 6,80,397,5 |
| Moyennes : • Temp. maxi et mini °C • Précipitation mm |             |             |             |             |          |            |              |             |           |           |            |

Les paramètres climatiques de la commune ont été estimés pour le milieu du siècle (2041-2070) selon différents scénarios d'émission de gaz à effet de serre à partir des nouvelles projections climatiques de référence DRIAS-2020. Ils sont consultables sur un site dédié publié par Météo-France en novembre 2022.

## Urbanisme

### Typologie
Au 1er janvier 2024, Échenoz-la-Méline est catégorisée ceinture urbaine, selon la nouvelle grille communale de densité à sept niveaux définie par l'Insee en 2022.
Elle appartient à l'unité urbaine de Vesoul, une agglomération intra-départementale regroupant huit  communes, dont elle est une commune de la banlieue,,. Par ailleurs la commune fait partie de l'aire d'attraction de Vesoul, dont elle est une commune de la couronne,. Cette aire, qui regroupe 158 communes, est catégorisée dans les aires de 50 000 à moins de 200 000 habitants,.

### Occupation des sols
L'occupation des sols de la commune, telle qu'elle ressort de la base de données européenne d’occupation biophysique des sols Corine Land Cover (CLC), est marquée par l'importance des forêts et milieux semi-naturels (55,1 % en 2018), une proportion sensiblement équivalente à celle de 1990 (54,4 %). La répartition détaillée en 2018 est la suivante : 
forêts (50,6 %), zones urbanisées (19,9 %), zones agricoles hétérogènes (8,7 %), prairies (7,7 %), terres arables (4,5 %), milieux à végétation arbustive et/ou herbacée (4,5 %), cultures permanentes (4,1 %). L'évolution de l’occupation des sols de la commune et de ses infrastructures peut être observée sur les différentes représentations cartographiques du territoire : la carte de Cassini (XVIIIe siècle), la carte d'état-major (1820-1866) et les cartes ou photos aériennes de l'IGN pour la période actuelle (1950 à aujourd'hui).

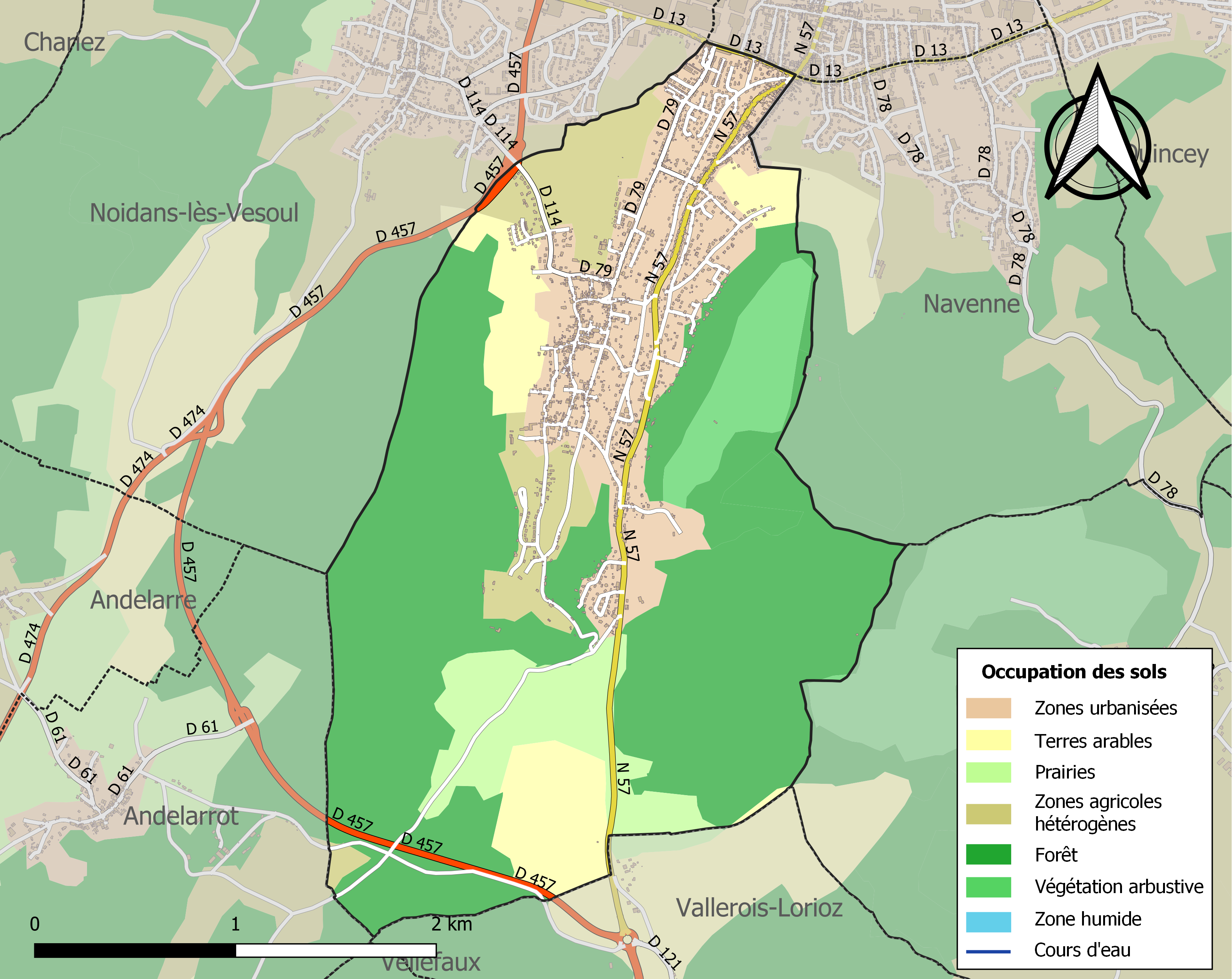
Carte des infrastructures et de l'occupation des sols de la commune en 2018 (CLC).

## Histoire
Les hommes de Néandertal trouvaient refuge dans la grotte de la Baume : Georges Cuvier a pu y découvrir ossements et outils.
Des monnaies romaines et des vestiges mérovingiens affirment également une activité humaine continue. Des objets sont d’ailleurs visibles au secrétariat de mairie. À la suite de fouilles, une nécropole mérovingienne (600 après J.C.) d'environ 100 tombes ont été mise au jour en 2008.
La plus ancienne mention du village, Escheno-la-Melinam, date de 1174. L'église du village de Pont (aujourd'hui intégrée à Échenoz-la-Méline) est l'objet d'un pèlerinage d'importance régionale au cours du Moyen Âge : elle est détruite à l'époque moderne.
En 1906, la fontaine de l’architecte Le Beuffe est transformée en fontaine-lavoir puis couverte grâce au don du Docteur Guillaume, bienfaiteur de la commune. Après consultation des villageois, la fontaine retrouvera son aspect originel afin de rendre de la visibilité au centre-ville.
Par le passé, la commune vivait surtout de l’agriculture, de la vigne et 13 moulins jalonnaient la "Méline" dont le lit a été canalisé.
D'autres fouilles effectuées sur la colline de Cita (dans l'est de la commune) ont mis en évidence la présence d'un éperon barré permettant de protéger un village de l'âge du fer. Des monnaies romaines et des vestiges mérovingiens montrent que l'occupation de la vallée est continue.
Échenoz-la-Méline est aujourd'hui une banlieue pavillonnaire de Vesoul. On y trouve peu d'industries.

## Politique et administration

### Rattachements administratifs et électoraux

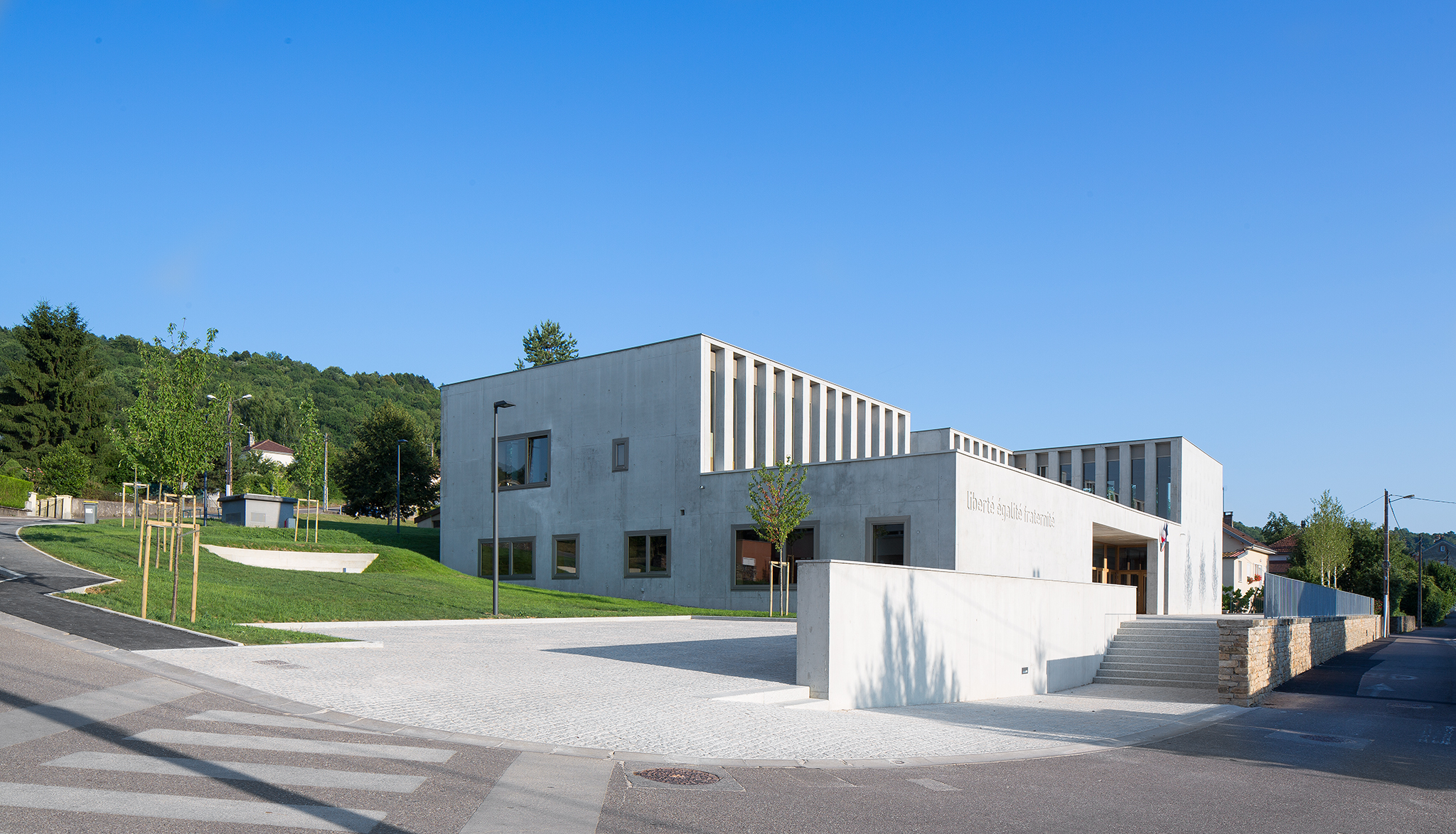
La nouvelle mairie, construite en 2012, située à l'emplacement de l'ancien bâtiment communal.

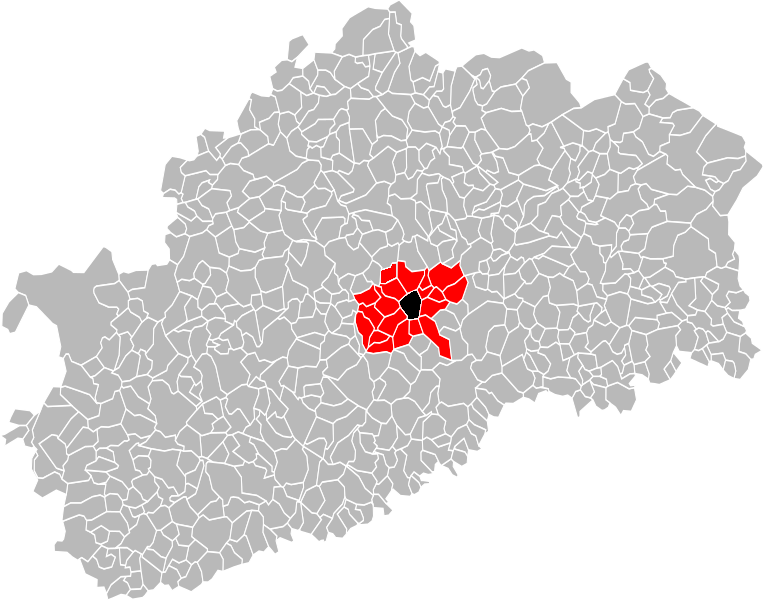
Carte départementale montrant en rouge les communes de la communauté d'agglomération de Vesoul.

La commune fait partie de l'arrondissement de Vesoul du département de la Haute-Saône, en région Bourgogne-Franche-Comté. Pour l'élection des députés, elle dépend de la première circonscription de la Haute-Saône.
Elle faisait partie depuis 1793 du canton de Vesoul. Celui-ci est scindé en 1973 et la commune intègre le canton de Vesoul-Ouest. Dans le cadre du redécoupage cantonal de 2014 en France, la commune fait désormais partie du canton de Vesoul-1.

### Intercommunalité
La commune fait partie depuis 1969 du District urbain de Vesoul, transformé en 2001  en communauté de communes de l'agglomération de Vesoul, puis en 2012, la communauté d'agglomération de Vesoul, appartenant elle-même au pays de Vesoul et du Val de Saône.

### Liste des maires
| Période                                  | Période                   | Identité                 | Étiquette | Qualité |
| ---------------------------------------- | ------------------------- | ------------------------ | --------- | --- |
| Les données manquantes sont à compléter. |                           |                          |           | |
| 1945                                     | 1952                      | Raymond Plaisance        |           | |
| Les données manquantes sont à compléter. |                           |                          |           | |
|                                          | juin 1955 (démission)     | Joseph Cholley           | DVD       | |
| juillet 1955                             | juillet 1966 (démission)  | Paul Aubriot (1892-1966) | SFIO      | Ancien secrétaire de mairie                                                                                  |
| juillet 1966                             | mars 1977                 | Georges Chalon           | Rad.soc.  | Ancien adjoint au maire                                                                                      |
| mars 1977                                | mars 1983                 | André Catté              | PSU       | |
| mars 1983                                | mars 1989                 | Roger Lafontaine         | DVG       | Retraité de la SNCF                                                                                          |
| mars 1989                                | novembre 1990 (décès)     | Lucien Bazard            | DVD-RPR   | Général de gendarmerie                                                                                       |
| 1990                                     | juin 1995                 | Philippe Bruey           | SE        | Avocat |
| juin 1995                                | avril 2014                | Yves Martin              | DVG       | Fonctionnaire, maire honoraire Adjoint au maire (1983 → 1989) Vice-président de la CA de Vesoul (? → 2014)   |
| avril 2014                               | En cours (au 29 mai 2020) | Serge Vieille            | DVD       | Retraité de l'expertise-comptable Vice-président de la CA de Vesoul (2020 → ) Réélu pour le mandat 2020-2026 |

### Jumelages
- Gefell (Allemagne), ville de Thuringe d'une population comparable.

## Population et société

### Démographie
L'évolution du nombre d'habitants est connue à travers les recensements de la population effectués dans la commune depuis 1793. Pour les communes de moins de 10 000 habitants, une enquête de recensement portant sur toute la population est réalisée tous les cinq ans, les populations de référence des années intermédiaires étant quant à elles estimées par interpolation ou extrapolation. Pour la commune, le premier recensement exhaustif entrant dans le cadre du nouveau dispositif a été réalisé en 2008.

En 2022, la commune comptait 3 187 habitants, en évolution de −0,87 % par rapport à 2016 (Haute-Saône : −1,4 %, France hors Mayotte : +2,11 %).
| 1793 | 1800 | 1806 | 1821 | 1831 | 1836 | 1841 | 1846 | 1851 |
| ---- | ---- | ---- | ---- | ---- | ---- | ---- | ---- | ---- |
| 748  | 764  | 802  | 814  | 894  | 969  | 962  | 989  | 977  |

| 1856 | 1861 | 1866 | 1872 | 1876  | 1881  | 1886  | 1891  | 1896  |
| ---- | ---- | ---- | ---- | ----- | ----- | ----- | ----- | ----- |
| 854  | 891  | 909  | 977  | 1 002 | 1 078 | 1 080 | 1 132 | 1 167 |

| 1901  | 1906  | 1911  | 1921  | 1926  | 1931  | 1936  | 1946  | 1954  |
| ----- | ----- | ----- | ----- | ----- | ----- | ----- | ----- | ----- |
| 1 188 | 1 190 | 1 227 | 1 377 | 1 694 | 1 955 | 1 852 | 2 121 | 1 932 |

| 1962  | 1968  | 1975  | 1982  | 1990  | 1999  | 2006  | 2008  | 2013  |
| ----- | ----- | ----- | ----- | ----- | ----- | ----- | ----- | ----- |
| 2 029 | 2 268 | 2 660 | 2 518 | 2 445 | 2 741 | 2 974 | 3 038 | 3 176 |

| 2018  | 2022  | - | - | - | - | - | - | - |
| ----- | ----- | - | - | - | - | - | - | - |
| 3 246 | 3 187 | - | - | - | - | - | - | - |

### Sports

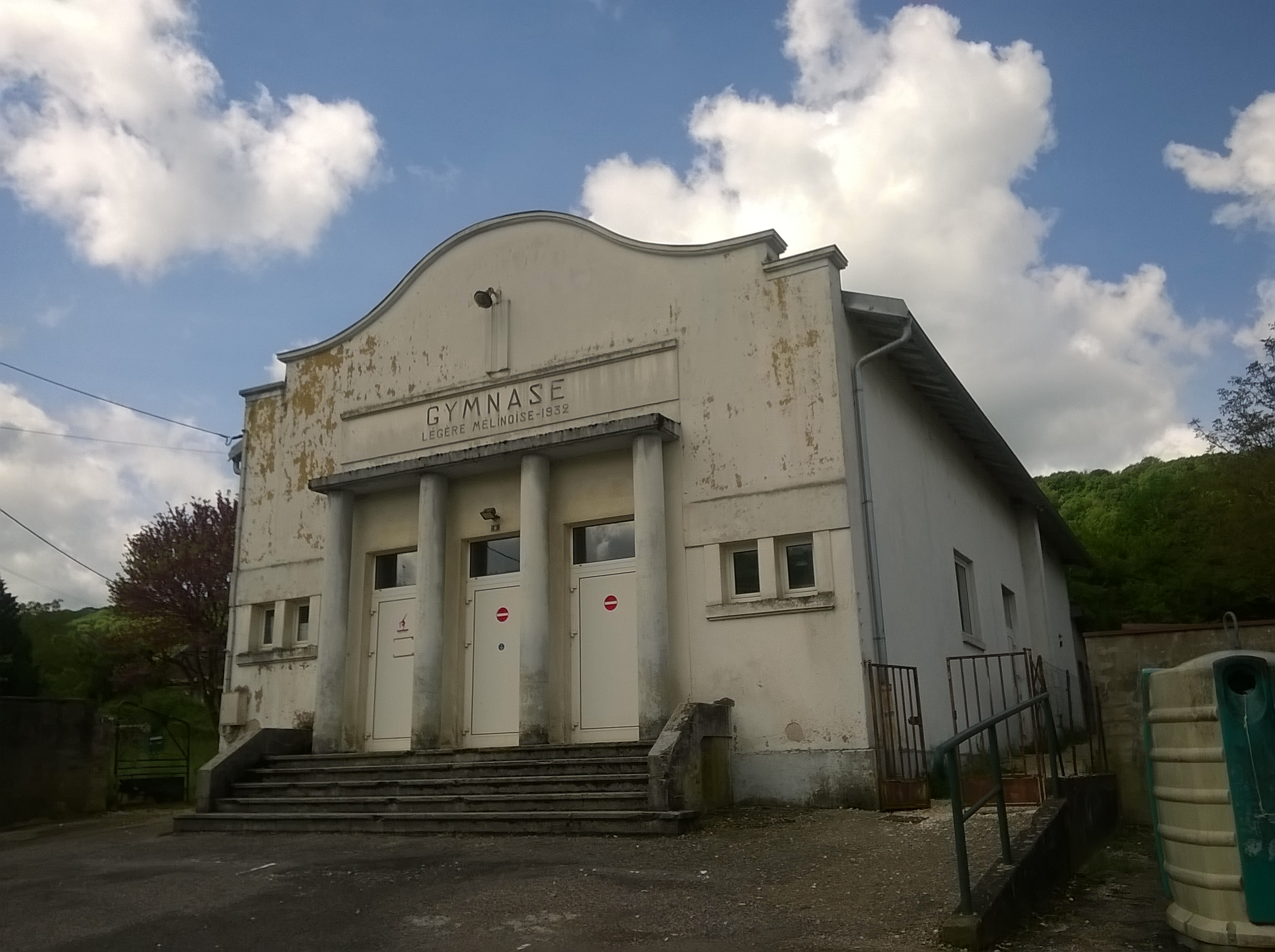
Gymnase « La Légère Mélinoise »

La ville compte sur son territoire un gymnase, appelée Gymnase de la Légère Mélinoise datant de 1932, un stade de football ainsi que deux petits terrains de football attenant aux écoles de la commune.
On y dénombre un club de football (Racing Mélinoise) et le Club Cycliste Mélinois (CCM), créé en 2016.

### Enseignement
Il existe 3 écoles de l'enseignement primaire à Echenoz : une école élémentaire (école de Longeville), une école maternelle (école du village) et une école élémentaire/maternelle (école de Pont).

### Santé
L'hôpital le plus proche est le centre hospitalier de Vesoul.

### Festivités
- Fête du miel (de 1990 à 2010)
- Méline Rock
- Trail (Les Foulées Mélinoises)
- Saint-Vincent, patron des vignerons

## Culture et patrimoine

### Monuments

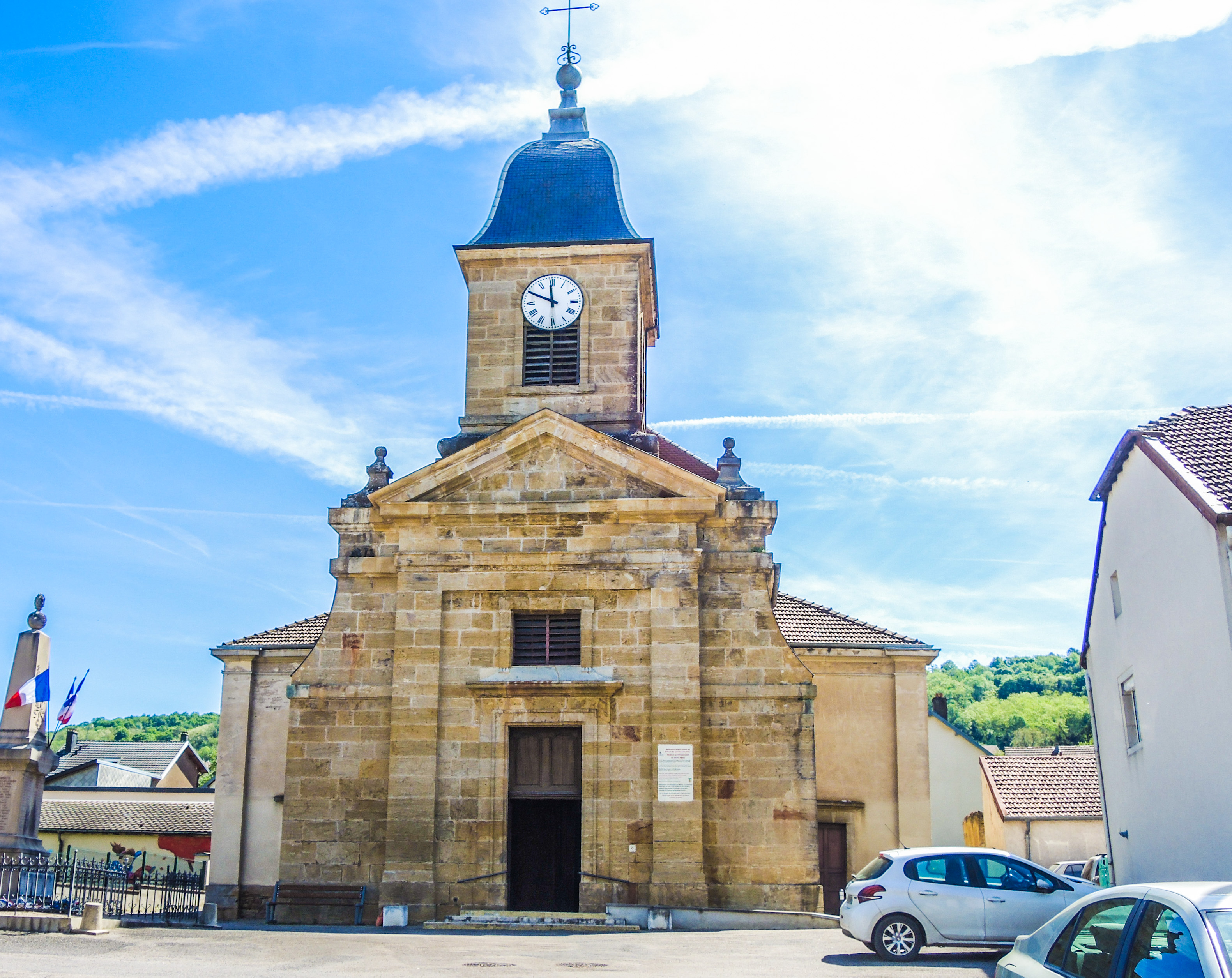
L'église d'Echenoz.

L'église actuelle de la ville date de 1774 : il s'agit de l'église Saint-Martin.
La statue de la bienheureuse Vierge Marie étant demeurée de temps immémorial comme cachée et inconnue dans un rocher de Solborde, s'est enfin manifesté depuis trois ans avec éclat et quantité de faveurs et de grâce que beaucoup de personnes ont reçu et ayant eu recours après avoir expérimenté que tous secours humains étaient inutiles pour leur soulagement en telle sorte que tous habitants de nombreux comtés de pour ont été non seulement, tant en général qu'en particulier, lui rendre le respect ou encore une infinité des Pays-Bas, d'Allemagne, de France, de Suisse et de Lorraine. Charte du Roi d'Espagne Charles II aux habitants d'Echenoz la Méline 15 février 1666[réf. nécessaire].
L'enclos et les cabordes d'Échenoz-la-Méline sont inscrits monuments historiques.
La commune compte un pont dénommé « Pont du Diable ».

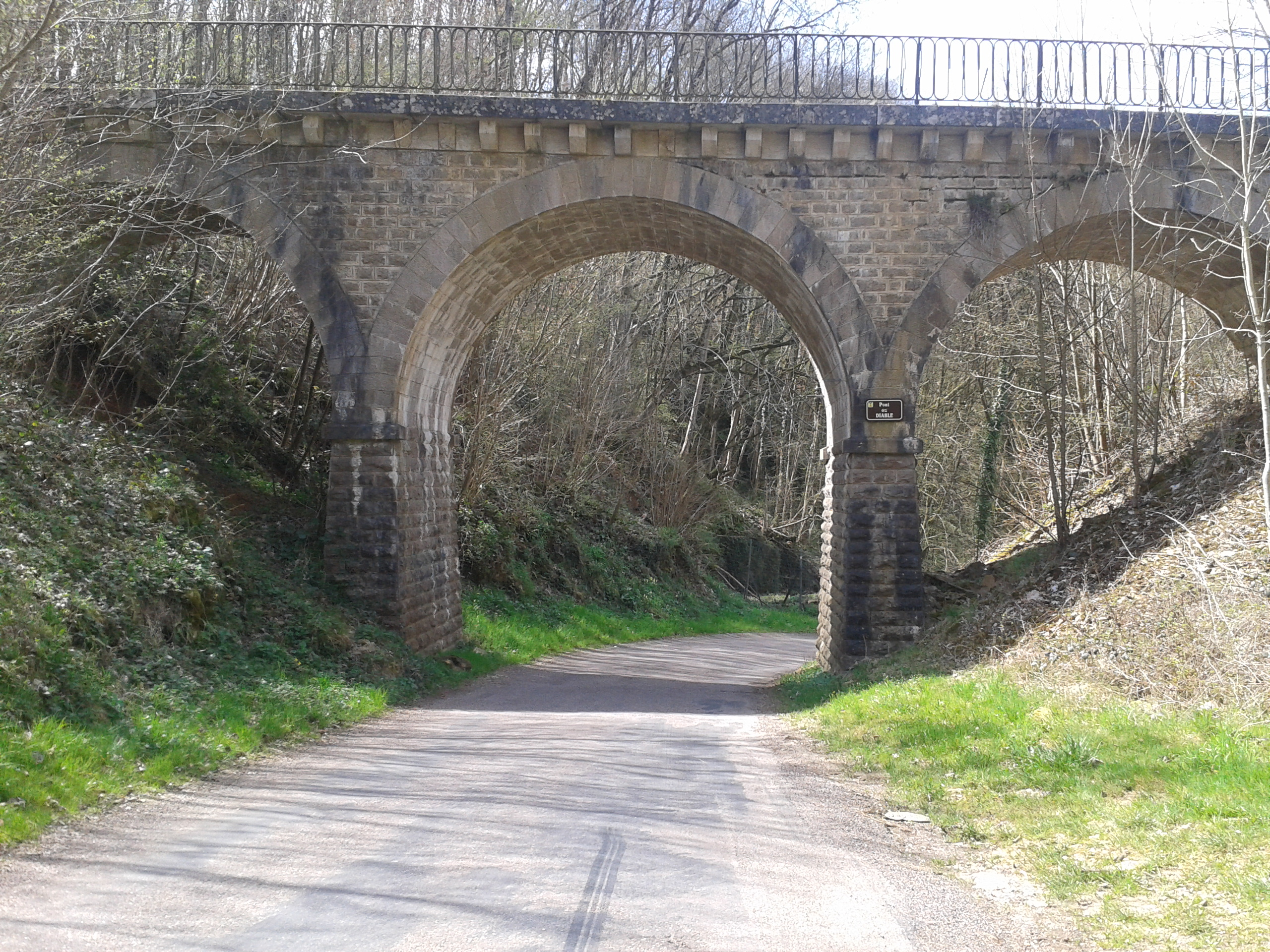
Le pont du Diable.
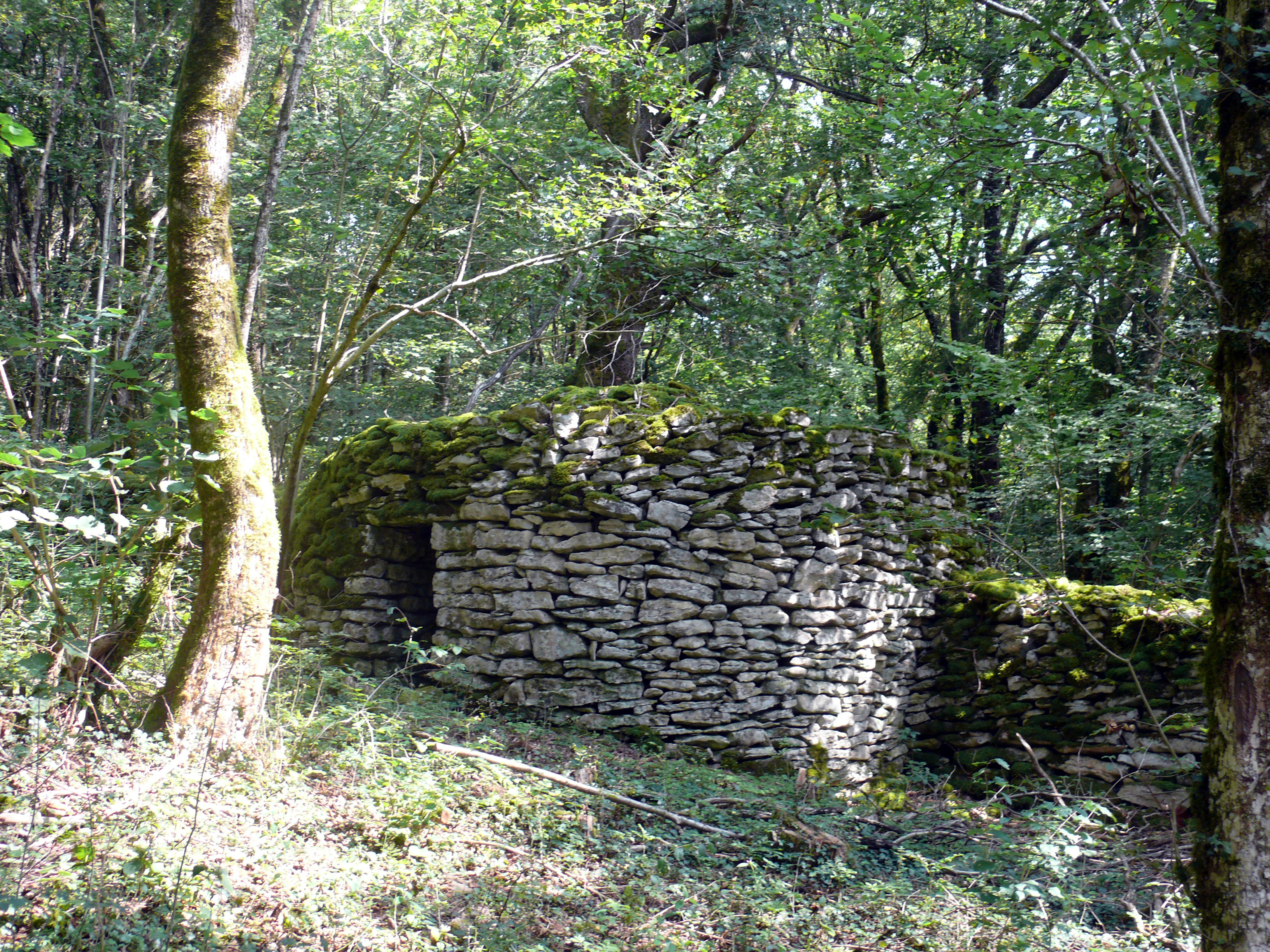
Enclos et cabordes.

### Sites naturels

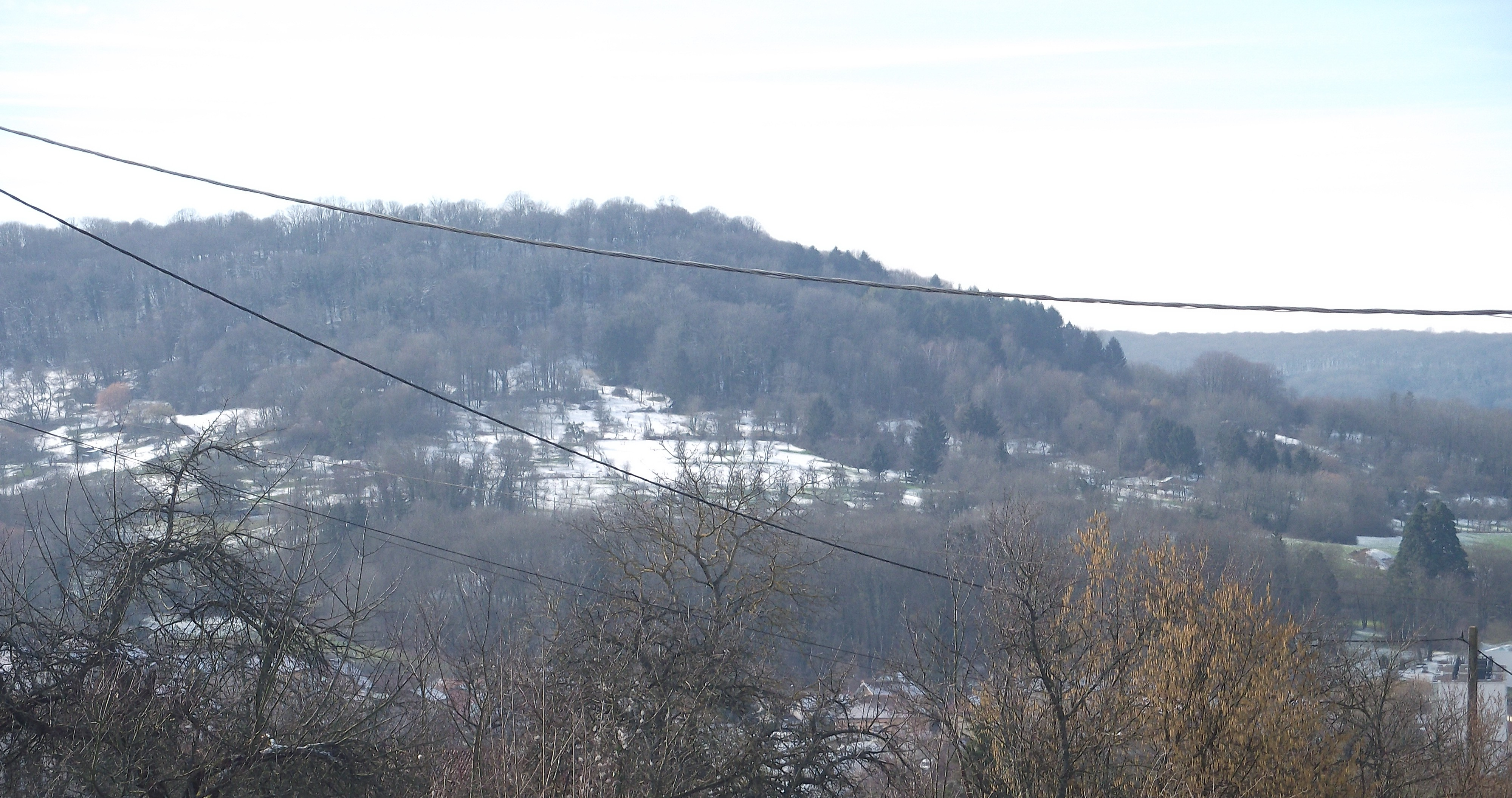
Le plateau de Cita.

La grotte de Solborde est une résurgence dont l'eau se mêle à celle du ruisseau de la Fontaine du diable pour former la Méline. Cet endroit est un lieu de pèlerinage marial depuis 1663. À cette époque fut découverte au niveau de la grotte une statue de la Vierge Marie. Cette statue y avait été cachée de longue date. Cette Vierge accomplit, depuis cette date, de nombreux prodiges comme en témoignent les ex-voto visibles dans la chapelle (sanctuaire à répit). Cela est même attesté par une charte du roi d'Espagne Charles II en date du 15 février 1666 reproduite dans la pierre et apposée au chœur de la chapelle[réf. nécessaire].
La grotte de la Baume est une cavité naturelle qui a livré d'importants restes fossiles et archéologiques, et qui abrite d’importantes populations de diverses espèces de chauves-souris, dont les individus et leurs gîtes sont protégés par l’arrêté ministériel du 23 avril 2007 et l'arrêté préfectoral du 21 décembre 2007.
Le plateau de Cita est une colline au riche passé préhistorique qui domine toute l'agglomération de Vesoul.

### Personnalités liées à Échenoz-la-Méline
- Stéphane Peterhansel, champion de rallye-raid auto et moto, est né et résidait à Échenoz-la-Méline.
- Frédéric Vichot, ancien cycliste professionnel, réside à Échenoz-la-Méline.
- Rémi Mathis, président de Wikimédia France, historien et acteur de la diffusion de la connaissance, a résidé à Échenoz-la-Méline[34].
- Bérenger de Miramon Fitz-James, musicographe et mécène, né à Échenoz-la-Méline.
- Paul Fahy, éducateur et enseignant, né à Échenoz-la-Méline.
- Anne Ploy, scénariste de bande dessinée, née à Échenoz-la-Méline.
- Marc Paygnard, photographe résidant à Échenoz-la-Méline.

### Héraldique
| Blason | Blasonnement : De sinople à une étoile à douze rais d'or chargée d'un tourteau d'azur ; au mantel renversé aussi d'or, chargé d'un fer de trident renversé de gueules. À la suite d'un concours lancé dans le bulletin communal de janvier 1986, la commission plénière du 20 octobre 1986 et le conseil municipal du 5 décembre 1986 ont retenu la création originale de François Humbert . Commentaires : le blason représente la géographie du lieu, avec les roches des XII Apôtres et la grotte en chef sur champ de verdure. Le trident figure la fontaine du Diable, les dents étant le village, la route et la vallée. |